# مهر أباد (أميرية)
مهر أباد (بالفارسية: مهرآباد) هي قرية تقع في إيران في قسم أمیریة الريفي. يقدر عدد سكانها بـ 402 نسمة بحسب إحصاء 2016.